# مؤسسه اسمیتسونین

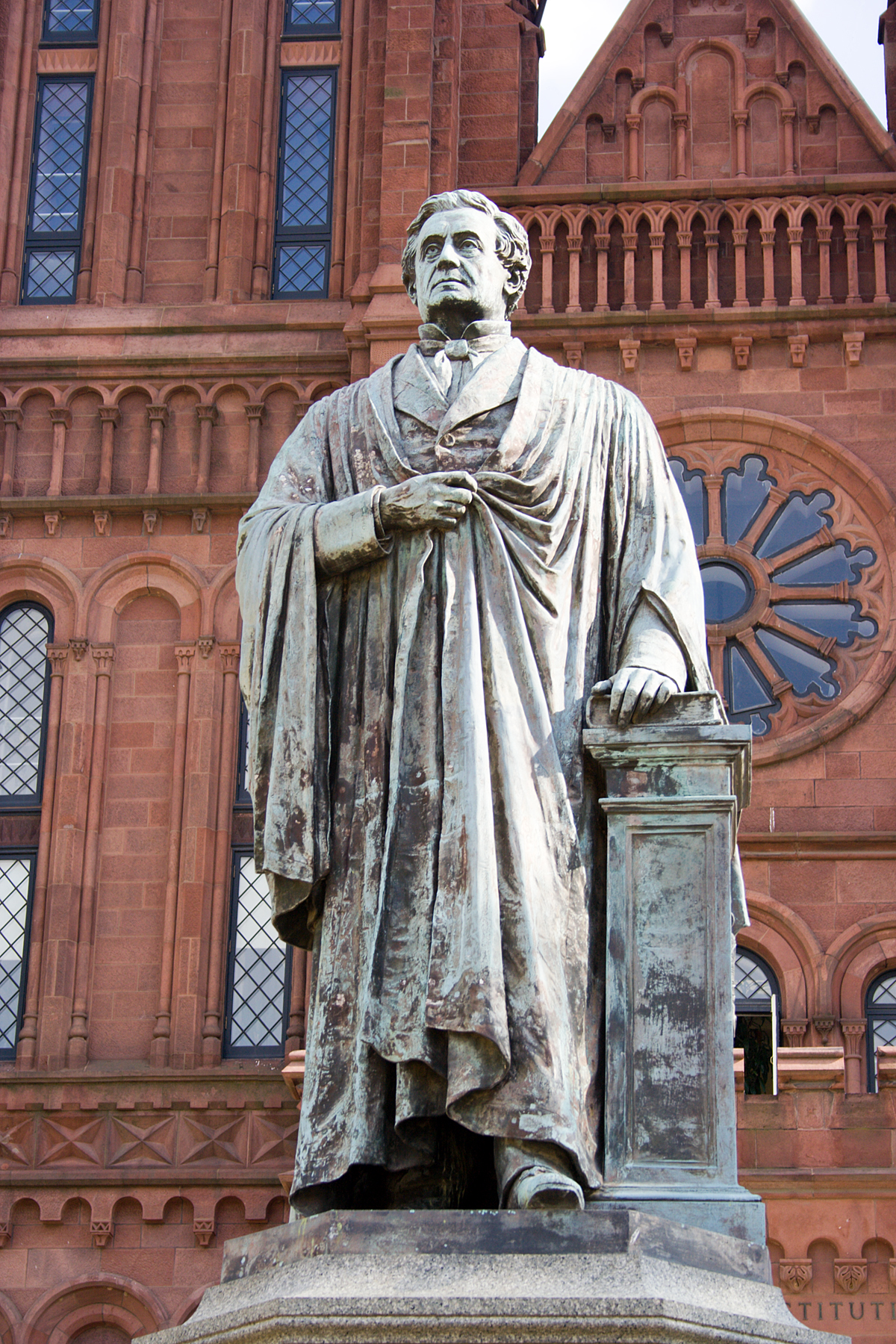
تندیس جوزف هنری (۱۷ دسامبر ۱۷۹۷–۱۳ می ۱۸۷۸) نخستین دبیر سازمان (۱۸۴۶–۱۸۴۸)

مؤسسهٔ اسمیتسونین (به انگلیسی: Smithsonian Institution) ‎/smɪθˈsoʊniən/‎ اسمیت-سو-نی-ان), تأسیس شده در ۱۰ اوت ۱۸۴۶ "برای افزایش و انتشار دانش، " گروهی از موزه‌ها و مراکز تحقیقاتی است که توسط حکومت فدرال ایالات متحده آمریکا اداره می‌شوند.این مؤسسه به افتخار جیمز اسمیتسون James Smithson دانشمند بریتانیایی که نخستین اهداکننده مالی و مؤسس آن بود نام‌گذاری شده‌است. این موزه در ابتدا تا سال ۱۹۶۷ «موزه ملی ایالات متحده آمریکا» نامیده می‌شد.
اسمیتسونین بزرگ‌ترین موزه علمی-فرهنگی-تحقیقاتی جهان است. این مؤسسه که در ایالات متحده آمریکا قرار دارد حاوی ۱۳۷ میلیون شیء در کلکسیون خود است. حیطه کاری و نوع برنامه‌ها و فعالیت‌ها، این مؤسسه بی‌شباهت به سازمان میراث فرهنگی ایران نیست.
این مؤسسه که از منابع خصوصی و دولت فدرال آمریکا بودجه خود را دریافت می‌کند، متشکل از ۱۹ موزه و ۹ مرکز علمی-فرهنگی در چند ایالت آمریکا است. همچنین ۱۵۶ موزه در آمریکا وابسته به این مؤسسه هستند. مرکز این مؤسسه در شهر واشینگتن دی سی قرار دارد.

## برخی از مراکز نامدار این مؤسسه در آمریکا

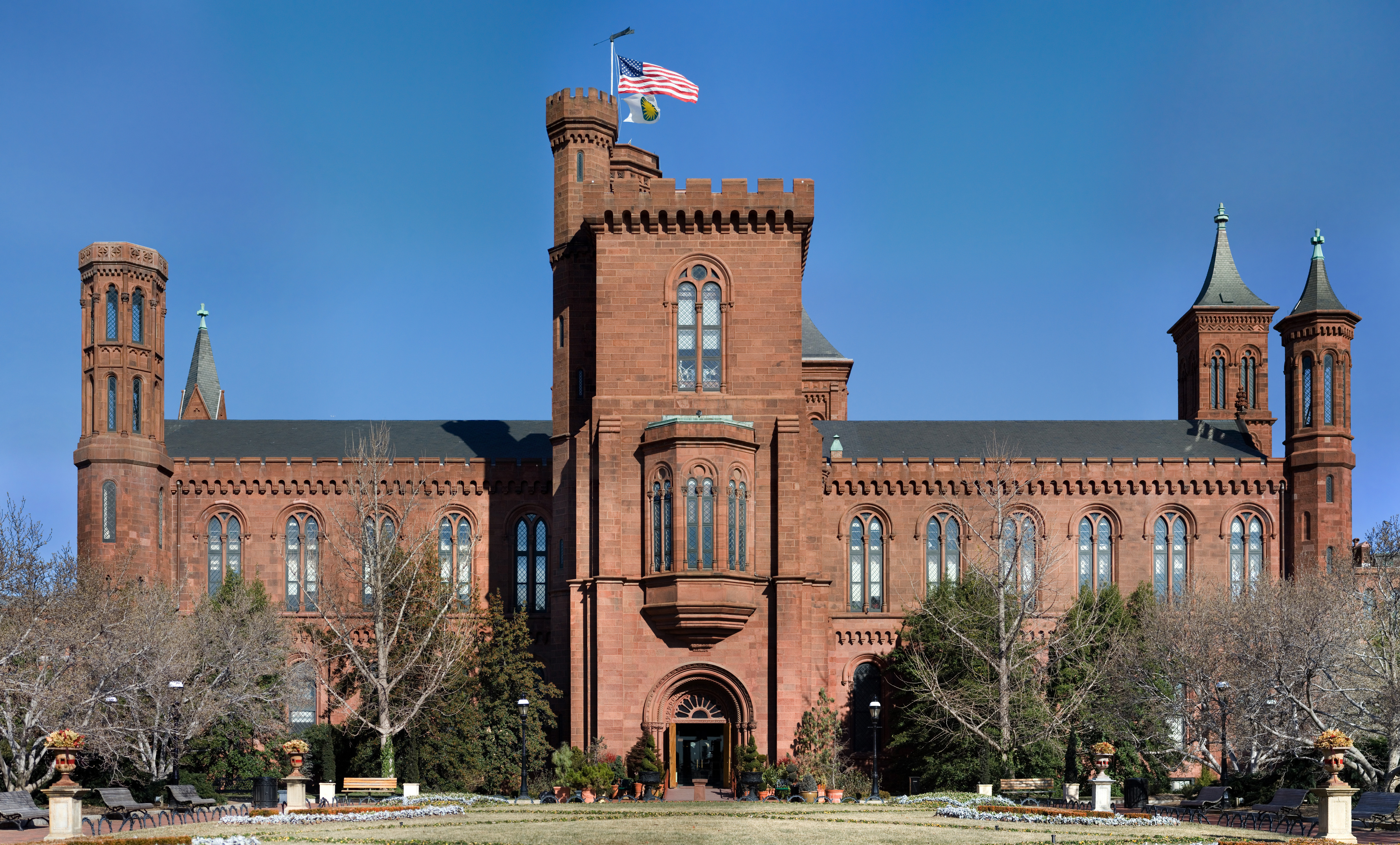
ساختمان مؤسسه اسمیتسونیان که بیشتر با نام قلعه اسمیتسونیان یا به خلاصه قلعه شناخته می‌شود، ساختمانی در مرکز خرید ملی است که دفاتر اداری و مرکز اطلاعات مؤسسه اسمیتسونین را در خود جای داده است. این بنا که به عنوان اولین ساختمان موزه اسمیتسونیان ساخته شده است، از ماسه‌سنگ قرمز سنکا به سبک معماری رمانسک ساخته شده است (یادآوری ترکیبی از نقوش رومی اواخر و اوایل گوتیک در قرن دوازدهم؛ ساخته شده در سبک‌های گوتیک، نو گوتیک و احیای رمانسک). در سال ۱۸۵۵ تکمیل شد و در سال ۱۹۶۵ به عنوان یک بنای تاریخی ملی ثبت شد.

- موزه ملی سرخ‌پوستان ایالات متحده آمریکا
- موزه ملی هنر آفریقا (آمریکا)
- نگارخانه هنر فریر
- نگارخانه آرتور سکلر
- موزه ملی هوافضای اسمیتسونین
- موزه و بوستان مجسمه هرش‌هورن
- موزه ملی تاریخ آمریکا
- موزه ملی تاریخ طبیعی (آمریکا)
- موزه ملی پستی (آمریکا)
- پارک ملی جانورشناسی اسمیتسونین

### نگارخانه

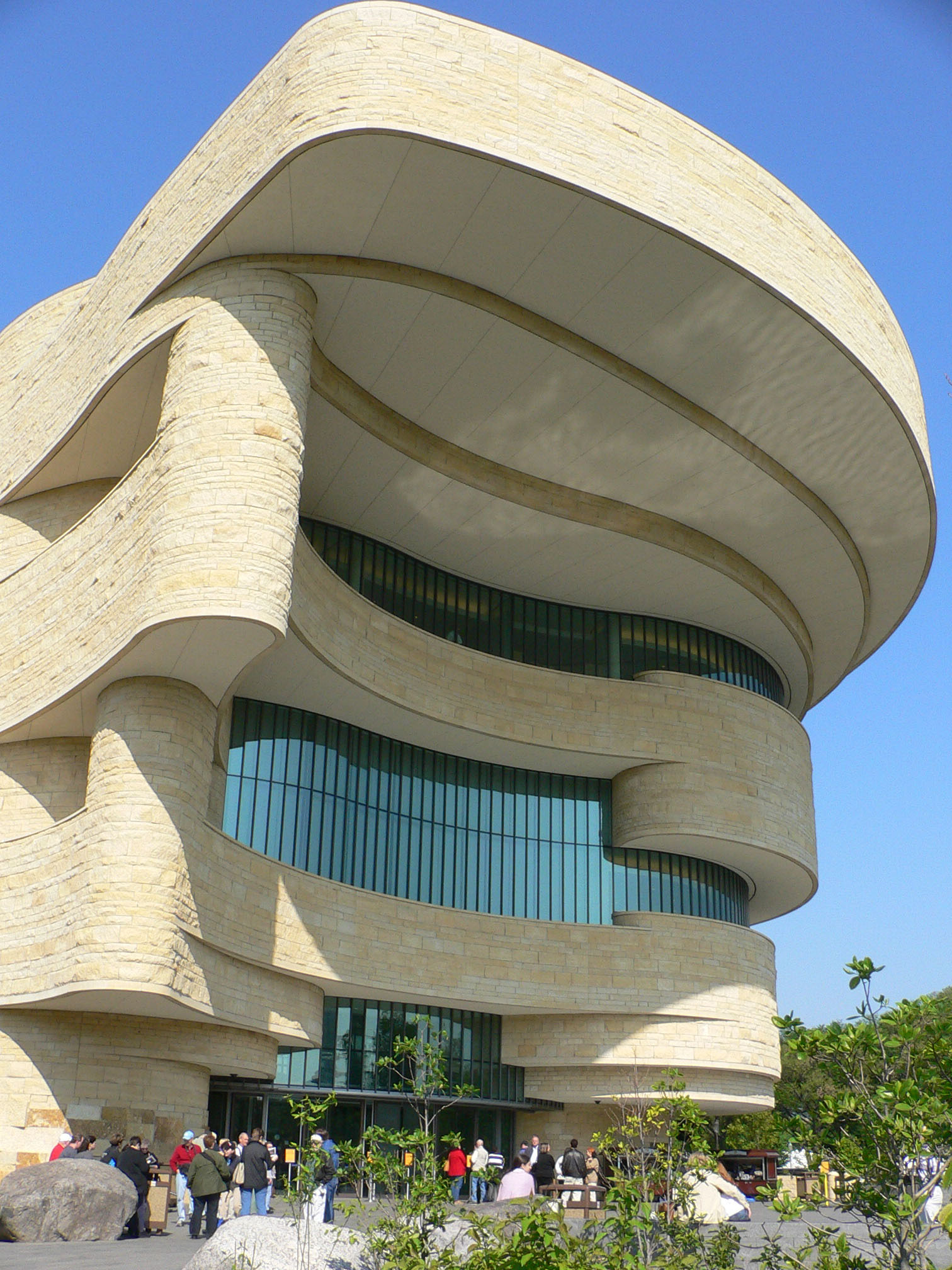
موزه ملی سرخ‌پوستان ایالات متحده آمریکا
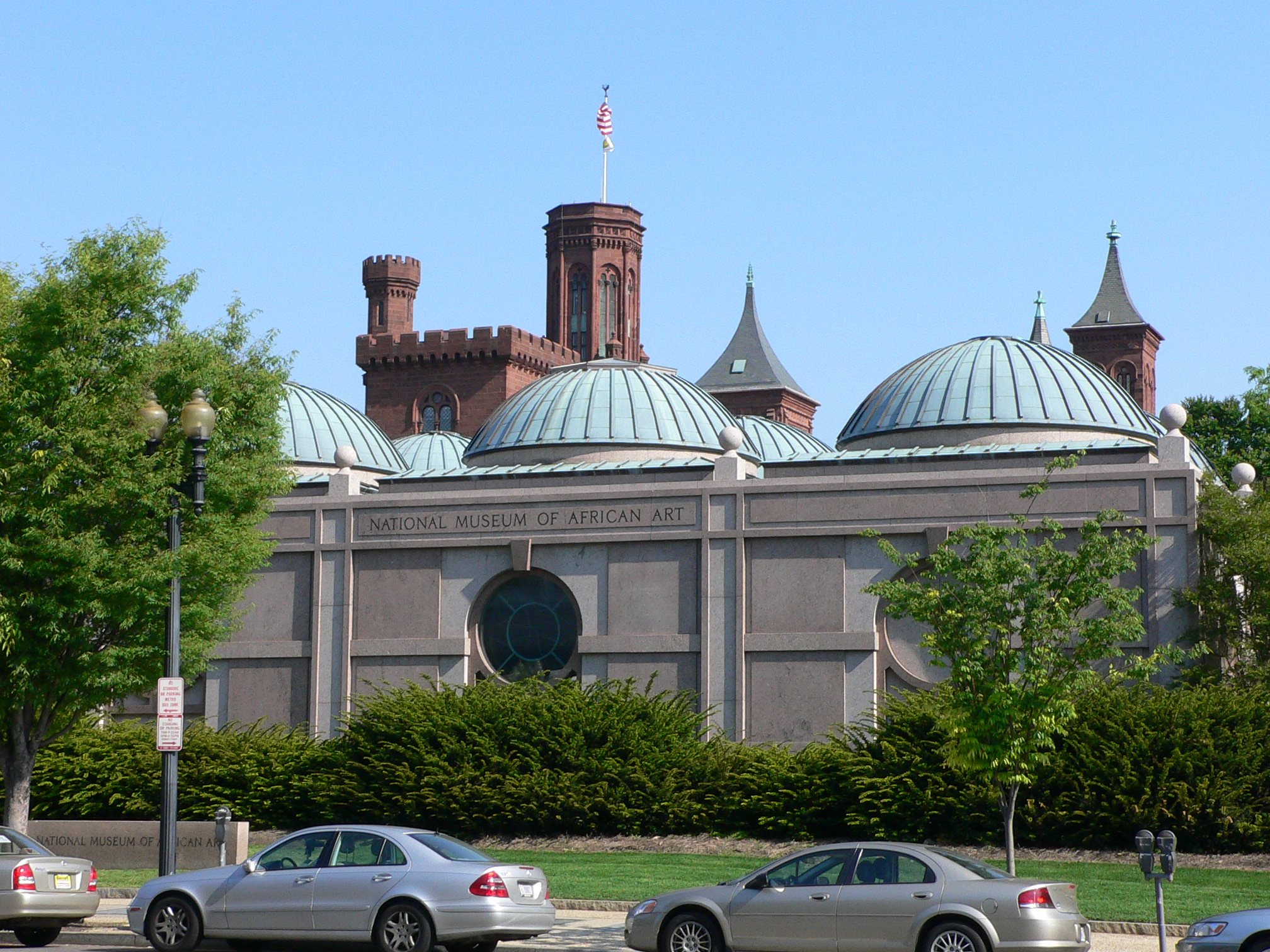
موزه ملی هنر آفریقا (آمریکا)
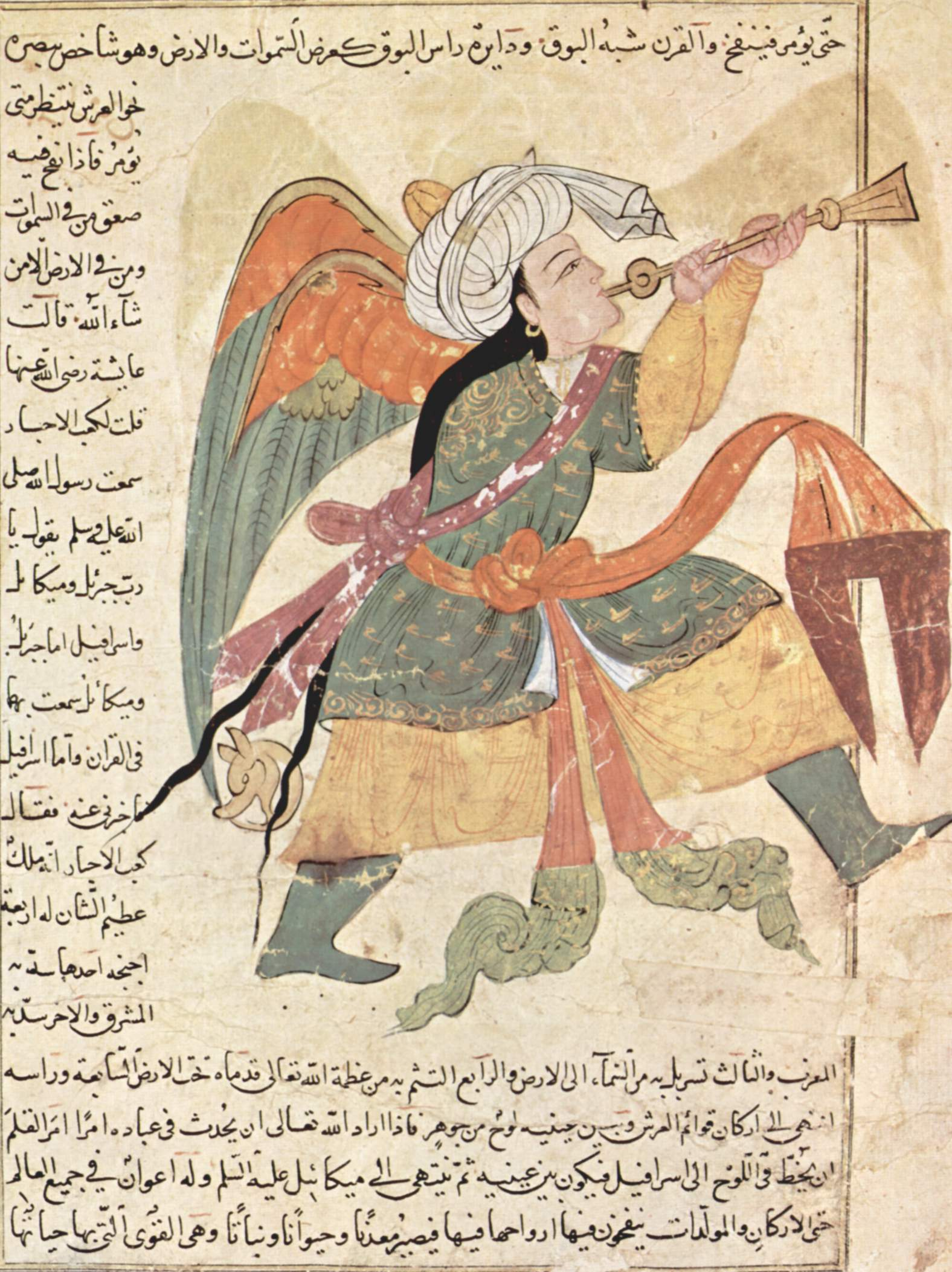
دمیدن اسرافیل فرشته در شیپور. نگارستان هنر فریر
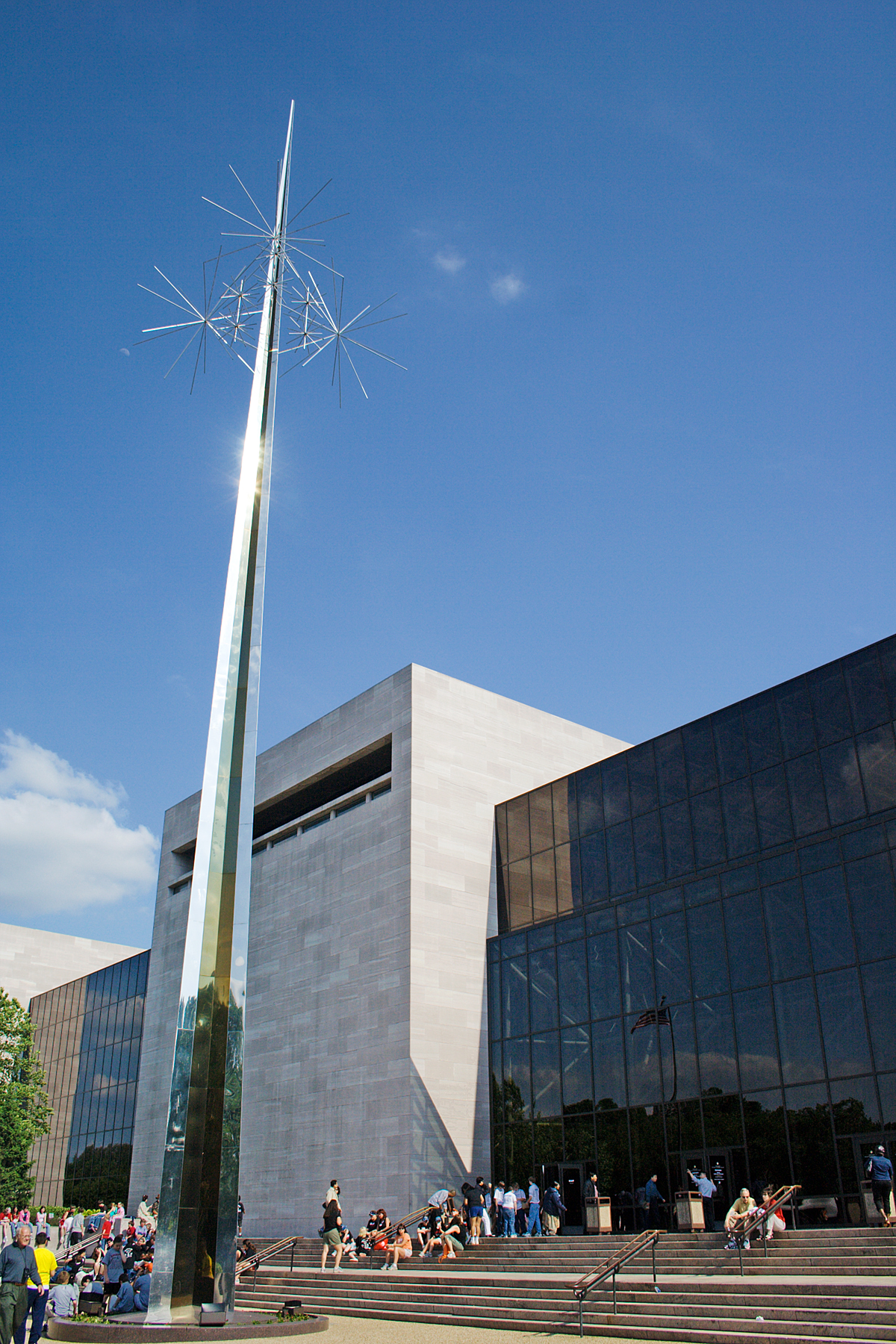
موزه ملی هوافضای اسمیتسونین